# Parafia św. Anny w Smolnikach
Parafia świętej Anny w Smolnikach – parafia rzymskokatolicka, znajdująca się w diecezji ełckiej, w dekanacie Suwałki – Miłosierdzia Bożego.